# Nistorești, Constanța
Nistorești este un sat în comuna Pantelimon din județul Constanța, Dobrogea, România. Se află în partea de nord a județului,  în Podișul Casimcei. La recensământul din 2002 avea o populație de 240 locuitori. În trecut s-a numit  Küçük Köy/Cuciuc-Chioi (nume tradus din limba turcă: Satu Mic).